# 木下真理子

木下 真理子（きのした まりこ、1967年2月14日 - ）は埼玉県出身のショートトラックスピードスケート選手。
1984年の世界ショートトラックスピードスケート選手権の500m、1500mで共に優勝し個人総合優勝を果たした。
1988年のカルガリーオリンピックの公開競技であったショートトラックスピードスケート3000mリレーで獅子井英子、山田由美子、竹内洋美と共に銀メダルを獲得した。